# کاتبرت بولیت
کاتبرت بولیت (Cuthbert Bullitt) (حدود ۱۷۴۰ – ۱۷۹۱ میلادی)، زارع و وکیل دادگستری آمریکایی دوران استعمار از شهرستان پرنس ویلیام، ویرجینیا بود. در جریان انقلاب آمریکا، او یک رهبر سیاسی محلی و استعماری بود و در کنوانسیون تصویب ویرجینیا بر علیه تصویب قانون اساسی ایالات متحده آمریکا رأی داد.

## اوایل زندگی و خانواده
بولیت در مزرعه والدین خود در فاکیه، ویرجینیا به‌دنیا آمد و اجداد وی از اوگنوهای فرانسه بودند. پدربزرگ وی بنجامین بولت (در آن زمان همین‌گونه نوشته می‌شد) اهل لانگداک در مناطق جنوبی فرانسه بود و به‌خاطر فرار از محاکمه دینی اگنوها پس از فرمان فونتن‌بلو (Edict of Fontainebleau)، به آن سوی اقیانوس‌اطلس مهاجرت کرد. او در ۱۶۸۵ میلادی در استان مریلند مسکن‌گزین شده و یک کشت‌کلان در نزدیکی پرت تبکوو در شهرستان چارلز را مدیریت می‌کرد. پسر وی بنجامین با الیزابت هریسون که از بازماندگان نخستین خانواده‌های ویرجینیا بود، ازدواج کرد. آنها پنج فرزند داشتند، از جمله کاتبرت.
او و برادرش توماس بولیت در شهرستان پرنس ویلیام مسکن گزین شده و در همان محل به افراد مشهوری مبدل شدند – کاتبرت به عنوان مالک مزرعه بزرگ و وکیل مدافع و توماس به عنوان سربازی که نیروهای محلی را در سفرهای نظامی و اکتشافی به سمت غرب هدایت کرد.
کاتبرت بولیت در ۱۷۶۰ میلادی با هلن اسکات (۱۷۳۹ – ۱۷۹۵ میلادی) ازدواج کرد، همسر وی بزرگترین دختر کشیش جیمز اسکات (درگذشتهٔ ۱۷۸۲ میلادی) از حوزه اسقفی دتینجن بود و عموی جیمز، کشیش الکساندر اسکات (۱۶۸۶ – ۱۷۳۳ میلادی) که اسقف اعظم حوزه اسقفی بسیار بزرگ اوروارتون (حالا کلیسای آکویا) بود، مقدار زمین قابل ملاحظه‌ای در شهرستان‌های فاکیه و پرنس ویلیام از لرد فیرفاکس دریافت نموده بود. هرچند دو برادر وی در دریا غرق شدند، اما سه برادر که زنده بودند، رسم نظامی و حقوقی خانواده اسکات را ادامه دادند. جیمز اسکات عضو هیئت قانون‌گذاری ویرجینیا و یک سرباز انقلابی شد؛ کشیش جان اسکات (وفادار اهل مریلند) بعدها برای مدت کوتاهی به عنوان سرکشیش حوزه اسقفی دتینجن خدمت نموده و پسر وی که نیز جان اسکات نام داشت (۱۷۸۱ – ۱۸۵۰ میلادی) سناتور ایالتی و قاضی شد؛ گستاوس اسکات یکی از نخستین اعضای کمیسیونی بود که از ساخت پایتخت جدید فدرال در ناحیه کلمبیا در مناطق بالاتر رود پوتوماک نظارت نمود. خانواده بولیت شش فرزند داشتند: الکساندر اسکات بولیت (که همچنین در مجلس نمایندگان خدمت نموده و یکی از نخستین ساکنین لوییویل، کنتاکی بود)، توماس جیمز، فرانسیس، سارا، هلن و سوفیا.

## حرفه
بولیت مزرعه بزرگ خود را که معروف به ماونت ویو بود، روی یک شبه‌جزیره و در نقطه‌ای که شاخابه کوانتیکو به رود پوتوماک می‌ریزد، ساخت. وی همچنین زمینی را اعطاء کرد که بعداً شهر دومفریس شد، این زمین در نخست بندری برای حمل و نقل تنباکو بود و در طول عمر مالک خود لاگیر شده و به زمین مبدل شد.
در ۲۴ سپتامبر ۱۷۶۵، بولیت در یک دوئیل به عضو مجلس ایالتی ویرجینیا جان بایلیس شلیک نموده و او را به قتل رساند. بایلیس برادرزن بولیت را که در آن زمان ۱۸ ساله بود، تحقیر کرده بود. او با استدلال بر دفاع از خود، تبرئه شد.
با نزدیک شدن جنگ انقلاب آمریکا، بولیت فعالیت سیاسی خود را آغاز نمود، همان‌گونه که برادر وی توماس و خانواده همسر وی اسکات‌ها و دیگران نیز از لحاظ سیاسی فعال‌تر شدند. بولیت و همچنین لینواف هلم و هنری لی سوم به کمیته مصونیت شهرستان ویلیام پیوستند. در ۱۷۷۶ میلادی، رأی‌دهندگان شهرستان پرنس ویلیام، بولیت و لی را به عنوان نمایندگان شهرستان در پنجمین کنوانسیون انقلابی ویرجینیا انتخاب کردند. این جلسه به یک کنوانسیون قانون اساسی مبدل شد و قانونی را ترتیب نمود که برای چندین سال بعدی در مشترک‌المنافع جدید ویرجینیا مورد استفاده قرار گرفت.
تحت حکومت ایالتی جدید، بولیت وکیل (بازرس) مشترک‌المنافع در شهرستان پرنس ویلیام شد. وی همچنین چندین بار به عنوان نماینده نیمه-وقت شهرستان پرنس ویلیام در مجلس نمایندگان ویرجینیا خدمت کرد. سایر نمایندگان مجلس بولیت را در ۱۷۸۰ میلادی به عنوان قاضی محکمه ایالتی انتخاب کردند. او اجازه داد تا پسر بزرگش اسکات بولیت برای مدتی مجلس نمایندگان را تجربه کند، اما پس از اینکه پسرش به کنتاکی نقل مکان کرد، بولیت خود سمت‌اش به عنوان نماینده نیمه-وقت را از سر گرفت. خدمت نیمه-نمایندگی وی در ۱۷۸۸ میلادی بود، زمانی که بولیت همراه با ویلیام گریسون در جریان کنوانسیون تصویب ویرجینیا که برای تصویب قانون اساسی ایالات متحده برگزار شده بود، از شهرستان پرنس ویلیام نمایندگی کرد. هر دو نماینده شهرستان پرنس ویلیام از رهبری مزرعه‌دار هموطن خود جرج میسون (کسی که در شهرستان پرنس ویلیام مزرعه بزرگ و کشتی فری داشت، اما از شهرستان استافورد نمایندگی می‌کرد) پیروی نموده و بر علیه تصویب قانون اساسی رأی دادند.
بولیت در ۱۷۸۸ میلادی ۸٬۰۰۰ آکر زمین در شمال شاخه لیکنیگ کریک در کنتاکی را به نام خود ثبت کرد. نام وی در اسناد مالیاتی ایالتی در ۱۷۸۷ با سه املای مختلف نوشته شده‌است. «کاتبرت بولیت» («Cuthbert Bullet») غیر مقیم، در شهرستان بوتیتاورت، ویرجینیا (در نزدیکی محل اکتشاف برادر فقید وی) مالک زمین بود اما برده نداشت؛ «کاتبرت بولییت» («Cuthbert Bullitt») غیر مقیم، مالک ۱۹ برده بزرگتر از ۱۶ سال و ۲۵ برده زیر سن در شهرستان فاکیه داشت (جاییکه او به دنیا آمده بود و پدرش نیز در آنجا زمین داشت) و «کاتبرت بولیت» («Cuthbert Bullett») مالک پنج برده بزرگسال و نُه فرزند در شهرستان پرنس ویلیام بود.

## مرگ و میراث
قاضی بولیت در ۱۷۹۱ میلادی در مزرعه خود، ماونت ویو، درگذشت. وصیت‌نامه وی، ۱۶ می ۱۷۹۱ تاریخ زده شده بود.